# Quạ mỏ đỏ

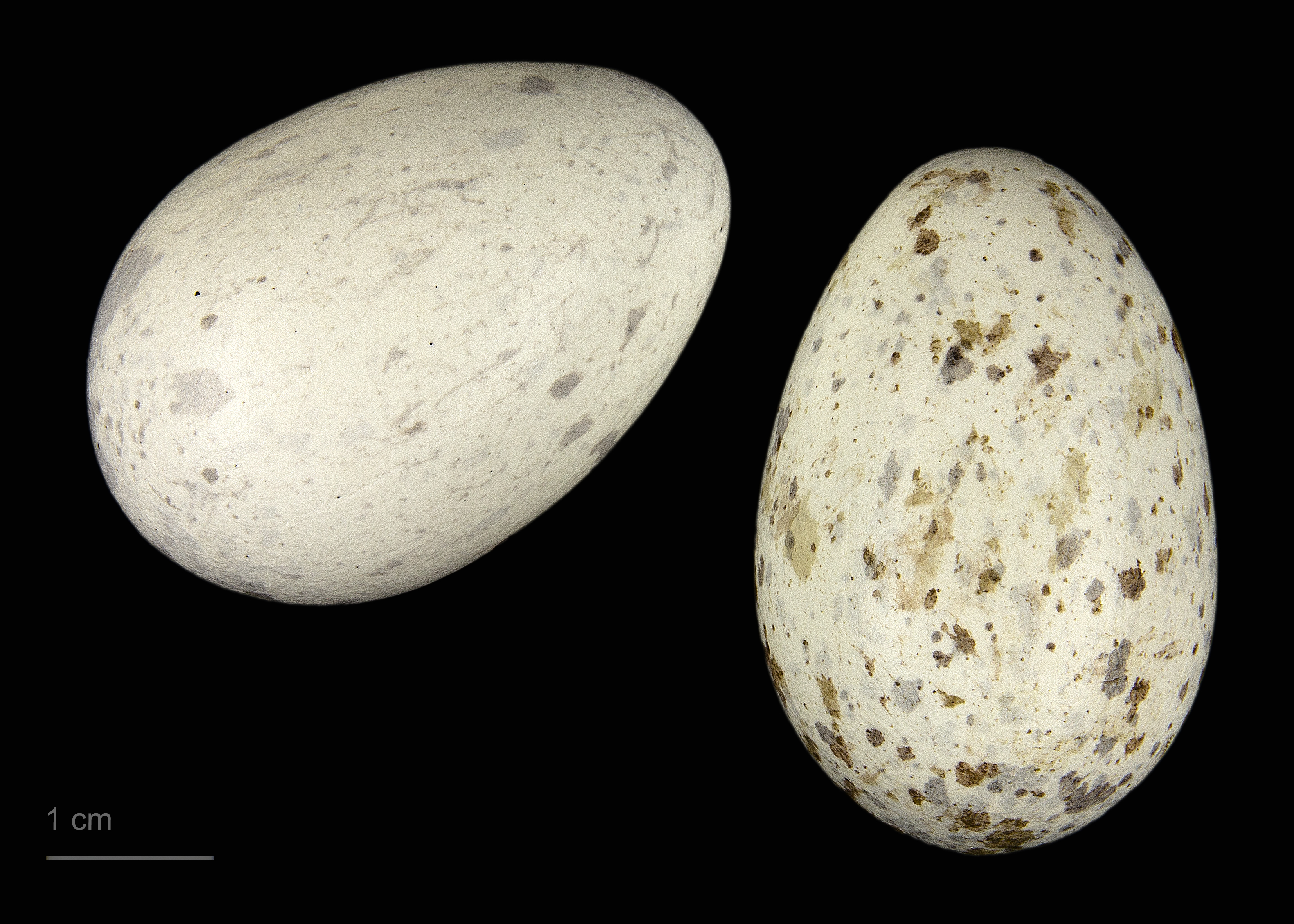
Pyrrhocorax pyrrhocorax

Quạ mỏ đỏ (danh pháp hai phần: Pyrrhocorax pyrrhocorax) là một loài chim trong họ Quạ, nó là một trong hai loài của chi Pyrrhocorax. 8 phân loài của nó sinh sản trên núi và vách đá ven biển từ Ireland và Anh kéo dài về phía đông qua miền nam châu Âu và Bắc Phi tới Trung Á, Ấn Độ và Trung Quốc.
Quạ mỏ đỏ có bộ lông màu đen bóng, mỏ đỏ cong dài, chân đỏ, và tiếng kêu to và vang. Cặp quạ trống mái sống với nhau trọn đời và thể hiện sự trung thành với nơi sinh sản của nó, thường là một hang động hoặc kẽ nứt trên mặt vách đá. Nó xây tổ lót lông mịn và đẻ 3 quả trứng. Nó đi kiếm ăn thường theo đàn, tìm mồi trên các đồng cỏ bị gặm ngắn, con mồi chủ yếu là các động vật không xương sống.
Mặc dù loài này là lệ thuộc vào săn mồi và ký sinh, nhưng mối đe dọa chính đối với loài là những thay đổi trong thực tiễn canh tác nông nghiệp, đã dẫn đến sự suy giảm quần thể, bị tiêu diệt cục bộ, và phân mảnh trong phạm vi châu Âu, tuy nhiên, nó không bị đe dọa trên quy mô toàn cầu. Quạ mỏ đỏ được thể hiện trên tem bưu chính của một số ít quốc gia và lãnh thổ, bao gồm đảo Man, với bốn con tem khác nhau, và Gambia, nơi con chim không hiện diện.

## Phân loài
- P. p. pyrrhocorax <smalll>(Linnaeus, 1758): Đảo Anh.
- P. p. erythroramphos (Vieillot, 1817): Bán đảo Iberia tới Thụy Sỹ và bắc Italia.
- P. p. baileyi Rand & Vaurie, 1955: Bắc và trung Ethiopia.
- P. p. barbarus Vaurie, 1954: Tây bắc châu Phi và quần đảo Canary.
- P. p. docilis (Gmelin, SG, 1774): Đông nam châu Âu tới Afghanistan và Pakistan.
- P. p. centralis Stresemann, 1928: Trung Á.
- P. p. himalayanus (Gould, 1862): Himalaya, bắc Ấn Độ và tây Trung Quốc.
- P. p. brachypus (Swinhoe, 1871): Đông bắc và đông Trung Quốc.

## Phân loại
Quạ mỏ đỏ được Linnaeus mô tả lần đầu tiên trong sách Systema Naturae năm 1758 dưới danh pháp Upupa pyrrhocorax. Nó được Marmaduke Tunstall chuyển tới chi hiện tại Pyrrhocorax năm 1771 trong sách Ornithologia Britannica. Tên gọi chi này có nguồn gốc từ tiếng Hy Lạp πυρρός (pyrrhos) nghĩa là "màu đỏ lửa", và κόραξ (korax) nghĩa là "quạ". Loài còn lại của chi này là quạ mỏ vàng (Pyrrhocorax graculus).
Trước đây người ta cho rằng các họ hàng gần gần nhất của quạ chân đỏ là quạ điển hình (Corvus), đặc biệt là gần với quạ gáy xám (Corvus subgen. Coloeus, nay là chi Coloeus).
Tuy nhiên các nghiên cứu phát sinh chủng loài phân tử gần đây chỉ ra rằng quạ chân đỏ có quan hệ họ hàng gần với khách đuôi cờ (Temnurus temnurus) và chúng tạo thành một nhánh là chị em với phần còn lại của Corvidae.
Các loài của chi Pyrrhocorax khác với Corvus ở chỗ chúng có mỏ và chân với màu sắc rực rỡ, khối xương cổ chân trơn mượt và không có vảy và các lông mũi rất ngắn và rậm. Quạ chân đỏ có bộ lông màu đen thuần nhất, không có các vùng nhạt màu như ở một số loài trong chi Corvus. Hai loài Pyrrhocorax cũng là vật chủ chính của 2 loài bọ chét chuyên ký sinh trên quạ chân đỏ là Frontopsylla frontalis và F. laetus, thông thường không thấy ở chim dạng quạ.